# Caractéristique (électricité)
Pour les articles homonymes, voir caractéristique.
La caractéristique (abréviation de « courbe caractéristique ») d'un dipôle électrique est la relation existant entre l'intensité i du courant traversant le dipôle et la tension u aux bornes de celui-ci,. Il est indispensable de connaître la caractéristique pour concevoir un circuit intégrant le dipôle.

## Généralités
La caractéristique associe très généralement deux variables d'état du dipôle : une grandeur extensive (le courant électrique) à une grandeur intensive (la tension). Elle repose sur le principe que le dipôle possède un comportement réversible et répétable. Ainsi, à chaque valeur de la tension u est associée une valeur du courant électrique i, et cette correspondance peut se noter comme une fonction f, ce qui donne :
{\displaystyle i=f(u)\,} ou
{\displaystyle u=f^{-1}(i)\,}
La caractéristique peut donc être tracée sur un graphique.
Les points de la caractéristique sont appelés « points de fonctionnement » du composant électrique.

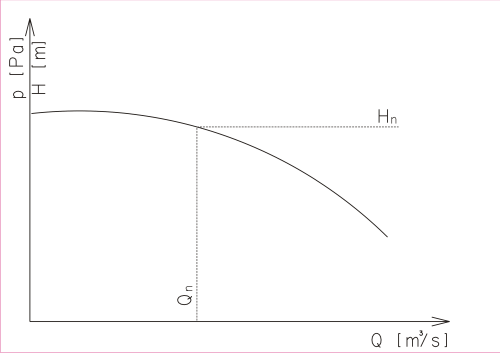
La caractéristique d'une pompe relie la pression p ou la charge hydraulique H au débit q.

La notion de caractéristique déborde le cadre de l'électrocinétique, puisqu'elle est applicable à la plupart des composants d'un automatisme : par exemple, aux pompes et turbines en hydraulique.

## Exemples de caractéristiques de dipôles

### Caractéristique d'une résistanceR

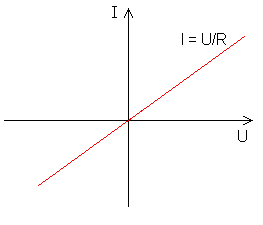
Caractéristique de la résistance : Courbe de I = f(U) = U/R

On note R la résistance d'un conducteur ohmique. Ainsi, d'après la loi d'Ohm, on a la relation :
{\displaystyle u=Ri\,}
Avec : 
- {\displaystyle u} la tension aux bornes du dipôle ;
- {\displaystyle i} l'intensité du courant qui traverse le dipôle.

D'où la caractéristique :
{\displaystyle i=f(u)=u/R\,}
où {\displaystyle f} est la fonction définie ainsi :
{\displaystyle f:x\mapsto x/R\,}
La courbe représentative de la caractéristique d'une résistance est une droite passant par l'origine du repère.

### Caractéristique d'une diode Zener

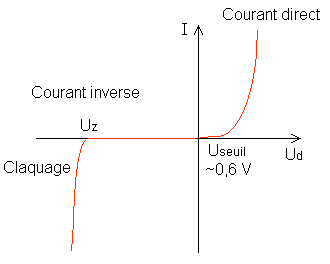
Caractéristique de la diode Zener : Courbe de I = f(Ud)

La caractéristique d'une diode Zener est la relation définie ainsi :
{\displaystyle i=f(u)\,}